# Nassarius dekkeri
Nassarius dekkeri is een slakkensoort uit de familie van de Nassariidae. De wetenschappelijke naam van de soort is voor het eerst geldig gepubliceerd in 2001 door Kool.